# Casa-museo Lodovico Pogliaghi
La Casa-museo Lodovico Pogliaghi è una casa-museo situata al termine del viale delle Cappelle del Sacro Monte di Varese. Fu progettata e costruita ex novo dallo stesso Pogliaghi, ed espone la sua collezione di opere d'arte comprendente reperti archeologici, pitture e sculture databili tra il Rinascimento e l'epoca barocca e bozzetti, gessi, disegni dell'artista stesso.

## La casa museo
Lavorando al restauro delle cappelle del Sacro Monte di Varese, Lodovico Pogliaghi a partire dal 1885 decise di acquistare vari terreni attigui sui quali iniziò a costruire la villa. Iniziata a partire da un giardino roccioso all'inglese, l'erezione della dimora richiese oltre vent'anni di lavoro. Il processo di trasformazione della villa durò tuttavia ben'oltre questo limite temporale, dal momento che il Pogliaghi fu impegnato con i lavori alla dimora quotidianamente e alacremente fino alla morte, sopraggiunta nel 1950.
Concepì l'abitazione come un laboratorio-museo. L'edificio, progettato dallo stesso Pogliaghi, riflette il gusto ecclettico dell'epoca e l'interesse del proprietario verso tutte le forme d'arte. Il portale d'accesso alla dimora conserva elementi databili al XV secolo, recuperati dalla demolizione del lazzaretto di Milano.
La villa, che nel 1937 fu donata da Pogliaghi alla Santa Sede e oggi è di proprietà della Veneranda Biblioteca Ambrosiana di Milano, è stata aperta come museo dal 1974 e sino agli anni ‘90 del Novecento. Nel maggio del 2014, il museo ha riaperto al pubblico. L'allestimento, progettato per la nuova apertura, propone di avvicinarsi il più possibile all'allestimento degli anni '50 del Novecento, conservando l'originale disposizione degli arredi e delle opere dello stesso Pogliaghi.

## Le collezioni
Nell'arco di sessant'anni Pogliaghi raccolse nella sua abitazione al Sacro Monte di Varese una collezione di opere d'arte.
Questa comprendente reperti archeologici egizi, etruschi e di epoca greco-romana (ceramica, sarcofagi, statuaria, glittica, vetri), pitture e sculture databili tra il Rinascimento e l'epoca barocca (tra cui statue lignee del XV e XVI secolo, un bozzetto di Bernini, due modellini del Giambologna e tele di Procaccini, Magnasco e Morazzone), una collezione di tessuti antichi europei e asiatici, pregiati arredi storici. Accanto alla sua collezione la villa conserva bozzetti, gessi, disegni e materiali di lavoro di Pogliaghi, tra cui i gessi originali della porta maggiore del Duomo di Milano, recuperati dopo la fusione a cera persa e riassemblati e rilavorati dallo stesso Pogliaghi. Parte della collezione, con un allestimento museale, è visibile – su richiesta – negli ambienti, restaurati e nuovamente allestiti nel 2005, del Rustico della Casa-museo Lodovico Pogliaghi.
In totale la villa ospita più di 1500 opere tra dipinti, sculture e arti applicate e circa 580 oggetti archeologici.